# Placidus Sprenger
Placidus Sprenger (27 de octubre de 1735 - 23 de septiembre de 1806) fue un historiador y benedictino de Alemania.

## Biografía
Placidus abrazó la orden de San Benito en el monasterio de Banz, en Franconia, y ejerció de bibliotecario.
En 1785 fue nombrado prior del citado monasterio, y en 1796 se trasladó al de San Esteban de Wurzburgo.
Posteriormente, en 1799 regresó al monasterio de Banz y cuando en 1803 aconteció la supresión de los conventos, eligió por lugar de su domicilio la comarca de Lichtenfel, en el principado de Bamberg, donde murió en 1806.
Este religioso poseía extensos conocimientos en la historia y en la bibliografía y contribuyó en gran parte a propagar su estudio en los estados católicos de Alemania.

## Obra
- Almacén literario para los católicos, Coburgo, 1792-95
- Historia de la abadía de Banz, Núremberg, 1803 en 8.º
- Historia de la imprenta en Bamberg, Núremberg, 1800
- Literatura de la Alemania católica, 8 tomos, Coburgo, 1775-78 en 8.º
- Thesaurus rei patristicae..., Wurzburgo, 1784-92, 3 tomos en 4.º
- Otras